# Ő
Az ő betű a módosított latin ábécé egyik karaktere. A magyar nyelvben a 27. betű.

## Használata a magyar nyelvben

az ő betű elhelyezkedése a magyar billentyűzeten

A rövid ö betű hosszú változataként használja a magyar nyelv.